# Ньюфаундленд (порода собак)
Ньюфа́ундленд — порода собак, использовавшаяся как рабочая собака в Канаде. Это большие собаки с длинной густой чёрной, коричневой или чёрно-белой шерстью и густым подшёрстком, допускается наличие белых пятен на груди и лапах. Между пальцами у ньюфаундленда имеются перепонки.
Ньюфаундленда в России иногда называют водола́зом.

## История

### Происхождение
Изначально ньюфаундлендов использовали на острове Ньюфаундленд, как помощников рыбаков, они вытаскивали сети из моря.
Нет единого мнения о происхождении породы. Канадский Справочник по собакам выдвигает три основные версии происхождения:
- скрещивание ныне вымершего чёрного волка с азиатскими мастифами;
- скрещивание собак викингов с местными собаками или волками;
- скрещивание мастифов, овчарок и водяных собак, завезённых европейцами в XV—XVII веках.

Американский клуб собаководства в качестве одной из версий возводит ньюфаундлендов к большим пиренейским собакам, завезённым на Ньюфаундленд баскскими рыбаками.
И. И. Акимушкин приводит несколько версий:
- ньюфаундленды — не помесь бэрнберийцев викингов с местными псовыми, а просто их одичавшая разновидность;
- предками этих собак являются местные лайки;
- или молоссы, завезённые англичанами.

В 80-х года XIX века на острове Ньюфаундленд существовало 2 типа рабочих собак: первый тип большой и с длинной шерстью, а другой среднего размера, активный и гладкошёрстный. Первый тип был известен как большой ньюфаундленд, а второй как малый ньюфаундленд или водяная собака Святого Иоанна. Обе породы использовались для вытягивания рыболовных сетей, а большой ньюфаундленд также использовался для перевозки тележек.
Предположительно изначально порода была меньше, чем сейчас, а позже был скрещён англичанами с мастифами.

### Родство с другими породами
Анализ генома показывает, что ньюфаундленд связан с ирландским водяным спаниелем, лабрадором-ретривером и курчавошёрстным ретривером.

#### Московский водолаз
В СССР пытались вывести породу московский водолаз, для спасения на воде, но попытка оказалась неудачной: собаки часто нападали, а не спасали людей. Ньюфаундленда скрещивали с кавказской и немецкой овчаркой.

## Внешний вид
Массивная собака с мощным, мускулистым корпусом, с хорошо координированными движениями. Длина корпуса от плеча до седалищного бугра превышает высоту в холке. Корпус компактный. Корпус суки может быть немного более растянутым и менее массивным, чем у кобеля. Расстояние от холки до нижней точки груди несколько больше, чем расстояние от нижней точки груди до земли.

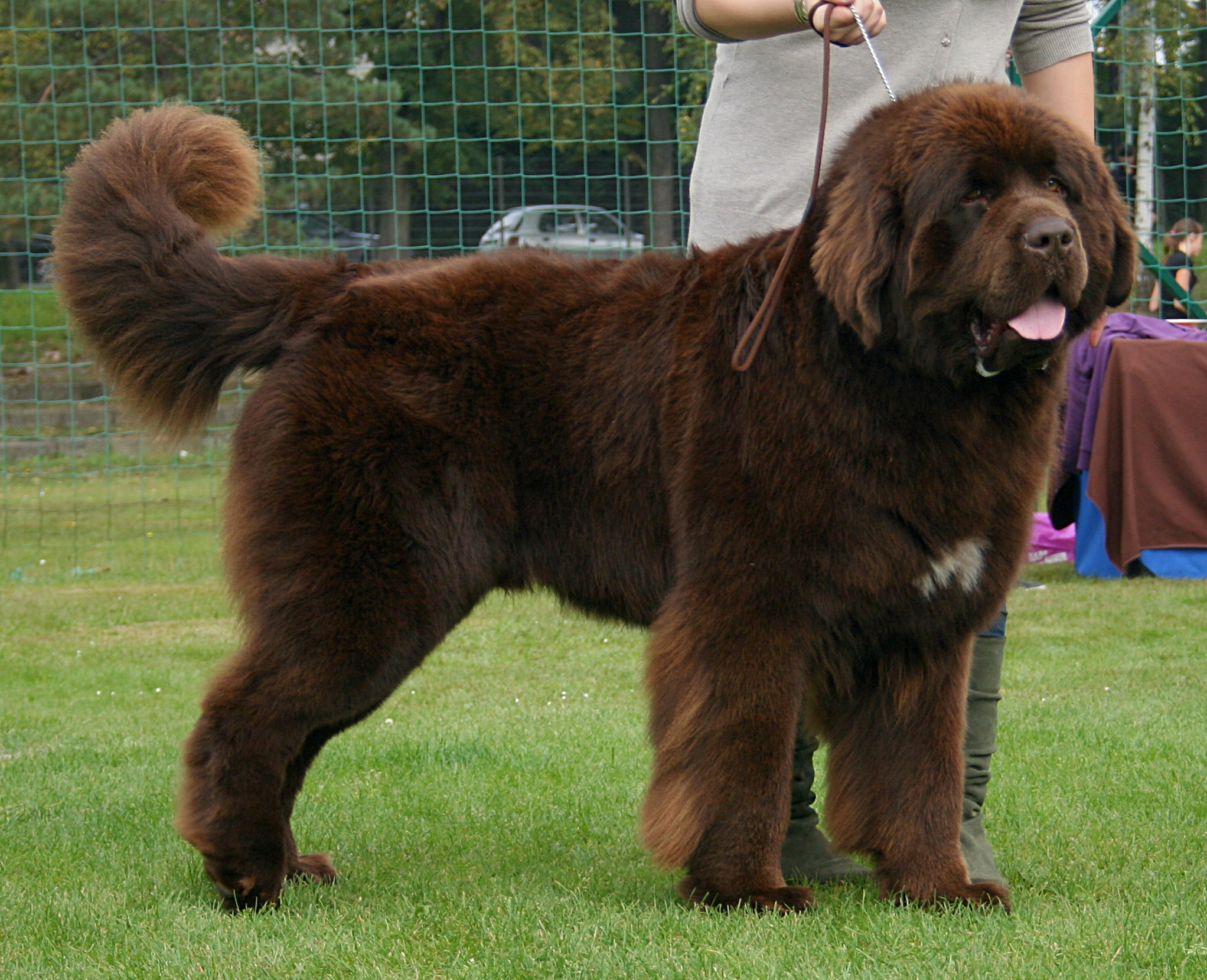

Голова массивная. Голова суки повторяет основные пропорции головы кобеля, но менее массивна. Череп — широкий, со слегка выпуклым сводом и сильно развитым затылочным бугром. Стоп — заметный, но ни в коем случае не резкий. Мочка носа большая, хорошо пигментированная; ноздри хорошо развиты. Цвет чёрный у чёрно-белых и чёрных собак, коричневый у коричневых собак. Морда выраженно квадратная, глубокая и сравнительно короткая, покрытая короткой, мягкой шерстью; кожа на морде не образует складок; уголки рта выражены отчётливо, но не чрезмерно. Щёки мягкие. Прикус ножницеобразный или прямой. Глаза относительно маленькие, глубоко посаженные, широко расставленные, веки не должны отвисать, обнажая красную конъюнктиву. Цвет глаз тёмно-коричневый у чёрных и чёрно-белых собак, у коричневых допустим более светлый оттенок. Уши относительно маленькие, треугольной формы, с закруглёнными концами. Хорошо посажены по бокам на задней части черепа и плотно прилегают к скулам. Если ухо взрослой собаки вытянуть вперёд, его конец достаёт до внутреннего уголка глаза, расположенного с той же стороны головы. Шея сильная, мускулистая, хорошо посаженная на плечах, достаточно длинная, чтобы обеспечивать благородную посадку головы. На шее не должно быть чрезмерно выраженного подвеса.
Костяк повсеместно массивный. При осмотре сбоку корпус глубокий и крепкий. Линия верха прямая и прочная от холки до крупа. Спина широкая. Поясница сильная и очень мускулистая. Круп широкий, имеющий угол наклона около 30°. Грудь широкая, объёмная и глубокая с хорошо изогнутыми рёбрами. Нижняя линия груди и живота почти прямая и никогда не подтянутая. Передние конечности прямые и параллельные также и тогда, когда собака движется шагом или медленной рысью. Плечи: с очень хорошо развитой мускулатурой, направленные назад, составляют с горизонтальной линией угол 45°. Локти: плотно прилегают к груди. Пясти: слегка наклонные. Передние лапы: большие, соразмерные с корпусом, округлые и собранные в комок, с крепкими и компактными пальцами. Между пальцами имеются хорошо развитые перепонки. Когти чёрные у чёрных и бело-чёрных собак, рогового цвета — у коричневых. В случае, если пальцы белые, когти могут не быть чёрными. Поскольку приводящая сила для перевозки груза, плавания и размашистых движений в основном зависит от задних конечностей, их строение очень важно. Таз должен быть крепким, широким и длинным. Бёдра широкие и мускулистые. Коленные углы хорошо выраженные, но не настолько, чтобы создавалось впечатление полусогнутых конечностей. Голени крепкие и довольно длинные. Плюсны низко и широко поставленные, сравнительно короткие, параллельные; не вывернутые ни внутрь, ни наружу. Задние лапы крепкие, хорошо сомкнутые. Цвет когтей такой же, как и на передних лапах. Прибылые пальцы, если они имеются, должны быть удалены. Хвост действует как руль, когда ньюфаундленд плывёт, поэтому он должен быть сильным и широким у основания. Когда собака стоит, хвост опущен вниз и слегка изогнут на конце; он достаёт примерно до скакательного сустава или спускается немного ниже него. Если собака движется или возбуждена, хвост держится высоко, слегка изогнут вверх, но никогда не закинут на спину и не поджат между ногами.
Ньюфаундленд имеет водоотталкивающую двойную шерсть. Остевые волосы сравнительно длинные и прямые, без завитков. Лёгкая волнистость допустима. Подшёрсток мягкий и густой, зимой гуще, чем летом, но всегда представлен в известной степени на крупе и на груди. На голове, морде и ушах шерсть короткая и мягкая. На передних и задних конечностях имеются очёсы. Хвост покрыт длинной густой шерстью, но не в форме флага. Окрас чёрный, бело-чёрный и коричневый. Традиционный окрас — чёрный. Цвет должен быть настолько насыщенным, насколько это возможно, но при выгорании на солнце допускается лёгкий коричневый оттенок. Допускаются белые отметины на груди, пальцах и (или) кончике хвоста. Бело-чёрная разновидность имеет для породы историческое значение. Предпочтительно следующее расположение пятен: чёрная голова с белой проточиной, спускающейся на морду, чёрное седло с равномерно расположенными пятнами и чёрное пятно на крупе, захватывающее основание хвоста. Остальные части должны быть белыми, крап может быть представлен минимально. Коричневый однородный окрас от шоколадного до бронзового. Допускаются белые отметины на груди, пальцах и (или) кончике хвоста. Бело-чёрные и коричневые собаки экспонируются в одном классе с чёрными.
Высота в холке взрослых кобелей — около 71 см, взрослых сук — около 66 см. Вес кобелей — около 68 кг, сук — около 54 кг. Большие размеры желательны, но не предпочтительны гармоничности, хорошему здоровью, крепкому сложению и правильным движениям.

## Характер
Характер ньюфаундленда, по совокупности своих качеств, по-видимому, не имеет аналогов среди других пород собак. Это связано со специфическими условиями его формирования.
- Породистый ньюфаундленд практически не имеет охотничьих инстинктов.

Рыбакам, которые являются «авторами» данной породы, не на кого было охотиться на небольшом, скалистом острове. Гораздо важнее для них были его качества компаньона и помощника. Поэтому для ньюфаундленда характерно покровительственное отношение к разнообразной «живности» (безусловно, встречаются и исключения).
- Ньюфаундленд — не просто «умная» собака (это определение достаточно расплывчато), он имеет склонность к самостоятельному принятию решений в разнообразных ситуациях.

Жителям острова нужна была собака, которая помогала бы им вытягивать сети из воды, самостоятельно перевозила грузы на большое расстояние, присматривала за детьми, спокойно вела бы себя в лодке во время шторма, помогала находить берег в тумане и т. п. Постепенно, путём искусственного отбора, была сформирована собака-интеллектуал, способная решить, какие именно действия предпринять в ответ на то или иное событие. Именно это обстоятельство привело к тому, что ньюфаундленд — не самая подходящая собака для тех, кому нужно абсолютное послушание. Бессмысленную (с его точки зрения) команду ньюфаундленд просто проигнорирует или выполнит по-своему. С другой стороны, в чрезвычайной ситуации, ньюфаундленд действует молниеносно, без всякой команды, и зачастую принимает единственно верное решение.
- Ньюфаундленд лишён агрессии по отношению к людям.

Это качество — также продукт отбора. Собака, работающая бок о бок с людьми, в очень тяжёлых, опасных условиях, должна быть именно такой. Тем более, собака, способная по команде (или без всякой команды, см. выше) броситься в воду, чтобы спасти тонущего человека. Поэтому не стоит заводить ньюфаундленда «для охраны». Для этого он слишком любит людей. Однако это не означает, что в случае опасности ньюфаундленд не сможет постоять за себя или своего хозяина. Но науськивать его бесполезно — решение он примет сам. Атакующий ньюфаундленд — очень впечатляющее зрелище. Основной защитный приём, которому этих собак не надо учить — встать между хозяином и обидчиком, в крайнем случае — сбить обидчика с ног. Это несложно, при массе взрослого кобеля в 70—80 кг. Всерьёз укусить человека ньюфаундленд не способен ни при каких обстоятельствах.
Все вышеперечисленные качества — это «усреднённый» портрет ньюфаундленда. Многое в характере конкретной собаки зависит от наследственности и воспитания. Но агрессия по отношению к людям (и другим собакам) считается недостатком, который в зависимости от выраженности может быть дисквалифицирующим. Такая собака выбраковывается и не участвует в дальнейшем разведении.
Ньюфаундленды мало чего боятся. Ни автомобили, ни поезда, ни самолёты, ни даже огонь не производят на них какого-либо отрицательного впечатления. Для многих животных путешествие в общественном транспорте — огромный стресс. Для ньюфаундленда же транспорт означает захватывающее путешествие, не важно куда. Поэтому ньюфаундлендам приходится внушать, что мчащийся автомобиль или горящий огонь может нести огромную опасность.

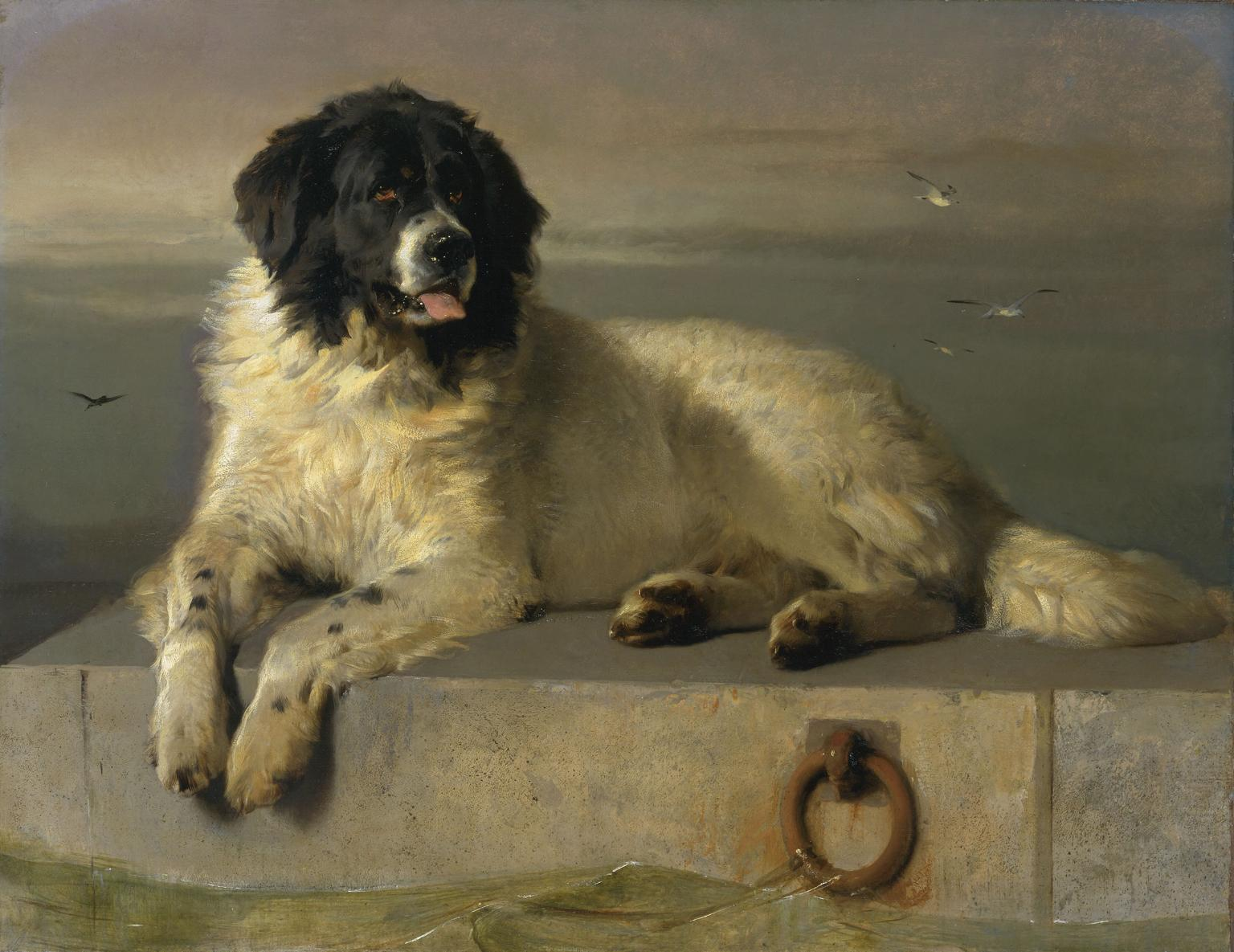
«Достойный член человеческого общества» кисти сэра Эдвина Ландсира — одна из наиболее популярных картин с изображением ньюфаундленда.

Ньюфаундленды — общественные, социальные животные. Им постоянно требуется общение (как визуальный, звуковой, тактильный, так и эмоциональный контакт) с людьми, с «семьёй», с другими собаками. Ньюфаундленд всегда, даже в достаточно преклонном возрасте или в состоянии болезни, не против поиграть, весело побегать и попрыгать. Ньюфаундленды легко обучаются как обычным трюкам с «дай лапу», так и куда более сложным действиям — например, пользованию электроприборами.
Ньюфаундленду приятно быть полезным. Он с удовольствием будет нести нетяжёлую сумку в зубах, таскать за собой на шее сколь угодно тяжёлые санки с грузом, присматривать за детьми (всеми, в том числе и «чужими»), особенно на воде — ни в коем случае не пустит ребёнка глубже, чем сам достаёт лапами до дна. Особенно стоит отметить отношение к детям: ньюфаундленды чрезвычайно терпеливые создания. Там, где силы воли не хватит ни человеку, ни овчарке, ньюфаундленд будет стоически терпеть все издевательства детей, да ещё и контролировать их действия.
Ньюфаундленды очень любопытны. Это выражается не только в страсти к путешествиям и новым знакомствам, но и к обыденной жизни. Ньюфаундленды внимательно следят за любыми (работы по дому, ремонт, игры и т. д.) действиями людей. Особенное любопытство у ньюфаундлендов вызывают предметы или явления, которые вызывают интерес человека. Такой предмет, непременно, нужно внимательно рассмотреть, обнюхать и потрогать лапой.
Ньюфаундленд каким-то шестым чувством знает, где и что болит у человека. И вовсе не обязательно открытые раны. Старается больное место тщательно вылизать и согреть своим телом, что облегчает боль и ускоряет заживление. Это особенно полезно для людей с болезнями суставов рук и ног. Связанные из шерсти ньюфаундленда вещи очень тёплые.
Ньюфаундлендам часто снятся сны. Во время снов он может поскуливать, скрести лапами или, наоборот, тихо чему-то радоваться и помахивать хвостом.
В СССР на основе породы путём скрещивания с кавказскими и среднеазиатскими овчарками пытались вывести породу собак «московский водолаз», которая бы сочетала силу, ум, выносливость и любовь к воде ньюфаундленда и злобность овчарки, однако эти попытки были признаны впоследствии бесперспективными.

## Ньюфаундленд в литературе и искусстве
Повесть «Зов предков» Джека Лондона
Главным героем повести является пёс по кличке Бэк. Да, в книге говорится о том, что его отец был породы сенбернар, а мать — шотландская овчарка. Однако же повесть начинается со слов(цитата):
«Бэк не читал газет, иначе он знал бы о том, что беда надвинулась не на него одного, а на всех собак ньюфаундлендской породы…».

### Ньюфаундленд на почтовых марках

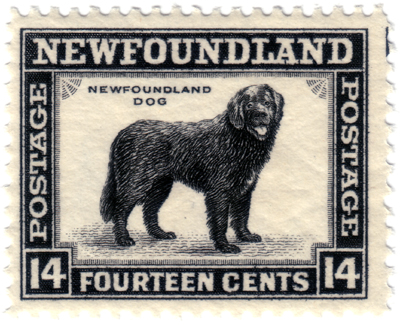

Первой маркой с изображением собаки стал выпуски колонии Ньюфаундленд, розовые (1887 год) чёрные (1894 год), и оранжевые марки (1896 год) номиналом ½ цента. Также марки с изображением ньюфаундленда выпускали такие страны и территории, как Канада, Монако, Ангола, Парагвай, Антигуа и Барбуда, Австралия, Сен-Пьер и Микелон, Сомалиленд.

### Ньюфаундленд на монетах
В 2006 году Монетный двор Новой Зеландии выпустил серию монет с изображением собак. Среди них имеется монета из серебра с изображением ньюфаундленда. Вес монеты 31,1 грамма, изображение нанесено цветной глазурью. Монета достоинством 3000 риелей предназначалась для Королевства Камбоджа. Тираж — 5000 экз.

## Разные окрасы ньюфаундлендов

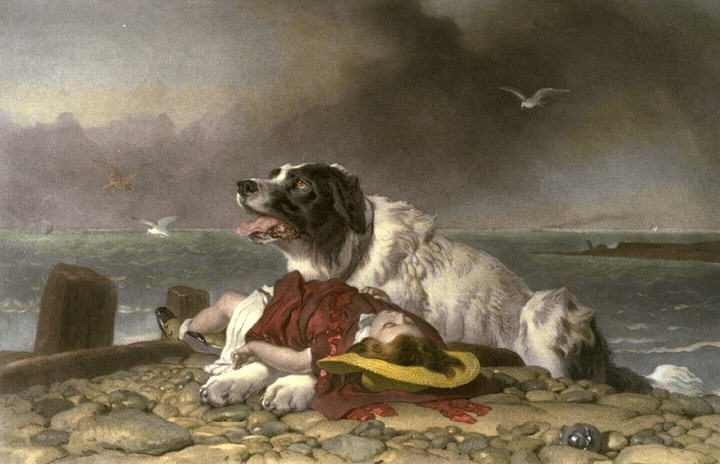
Картина кисти сэра Эдвина Ландсира «Спасённая»

В честь живописца сэра Эдвина Лендсира была названа чёрно-белая разновидность ньюфаундленда, которую он часто изображал на своих картинах. Позже она была выделена в отдельную породу ландсир.
Кроме чёрного, коричневого (шоколадного или бронзового), бело-чёрного, в стандарте американского кенел-клуба допускается серый окрас собак породы ньюфаундленд (АКС, 28.06.1990), который не признан РКФ. По данным 2009 года в России насчитывается более 30 серых ньюфаундлендов, по правилам РКФ они не могут принимать участие в выставках и использоваться в разведении. Они также получают родословную со штампом «окрас, не признанный FCI».